# Мирослав Брант
Мирослав Брант (1914 — 2002) био је хрватски историчар, писац, публициста и полихистор. Дао је допринос различитим областима, од политике до историје религија и књижевног превођења. Његови полемичарски радови помогли су у очувању националног идентитета Хрвата за време Југославије.

## Биографија
Брант је рођен у Церићу код Винковаца . Дипломирао је на Филозофском факултету Свеучилишта у Загребу 1948. године, специјализујући се тако за историју, географију и латински језик. Године 1954. је докторирао на истом универзитету са тезом Развој економских и друштвених односа у Сплиту до краја 14. века. Брант је радио као библиотекар у Националној и свеучилишној библиотеци у Загребу, као кустос у историјском музеју у Загребу и као асистент на историјском институту Академије. Касније је дуги низ година био професор и продекан на Филозофском факултету у Загребу. 

### Историја, религија и књижевност
Опус Мирослава Бранта обухвата велика енциклопедијска дела, полемике и чланке, као и књижевна дела. Највеће дело у првој категорији је Средњовековно доба историјског развоја, монументална (око 800 страница) студија која детаљно приказује историју од неколико векова (почев од 3. века) европске и медитеранске историје, описујући велике и значајне цивилизације западног хришћанства, византијске, па чак и централноамеричке културе (укључујући културу централне Америке и друге Азије). Много се бавио анализом економије, културе, језика, уметности и демографије.
Године 1989. Брант је написао велику књигу под називом Извори зла: Дуалистичке теме, где је прикупио многа старија дела која је прочитао на међународним или локалним конференцијама. То је књига идеја, која показује његово интересовање за гностичке и дуалистичке струје у историји религија. Укључује детаљну анализу библијских књига ( Постанак, Проповједник), пажљиво испитивање толтечке религије, Виклифове јереси и локалних јеретичких покрета на подручју Далмације и Босне, посебно феномена Цркве босанске. У осталим значајним историјским делима се посебно истиче његова књига о Кијевској Русији. Све ове радове карактерише савремени критички и вишеструки приступ, уз употребу археологије, палеографије, историје уметности и друге помоћне историјске дисциплине.
Несумњиво, имао је далеко шири спектар интересовања од средњовековних и религијских студија. Као преводилац дела Прустовог циклуса У трагању за ишчезлим временом показао је сензибилитет за књижевне и језичке појаве.

### Залагање за "Хрватску ствар"
Са својим интересовањем за област језика, био је један од седам твораца Декларације о статусу и називу хрватског стандардног језика из 1967. године. Постоје индиције да је он лично написао текст Декларације. Како се Декларација супротстављала југословенској политици, постао је „непожељан“: није добио никакву озбиљну казну (као ни други аутори Декларације), али му је поље деловања било ограничено у односу на претходни период.
Његово најзначајније дело је Антимеморандум, жесток одговор на тврдње Меморандума Српске академије наука и уметности. У њему Брант тврди да су Срби контролисали војску, политички систем и привреду, што је довело до „великосрпске централизације“ у Југославији, при чему су Хрвати били експлоатисани и потлачени као резултат таквих акција. Касније је био иницијатор збирке Извори великосрпске агресије (1991), преведене на енглески и француски језик, а то дело је садржало и његов Антимеморандум.

### Аутобиографски списи
У старости је Брант усмерио своје интересовање на поље књижевности. Написао је аутобиографију Живети са савременицима, у којој осликава песимистичку слику свог живота, без много похвала на рачун својих колега историчара, пре свега усмерено према Јарославу Шидаку и Нади Клаић.
Брантову тврдњу да је његово буржоаско порекло развило националну свест и некомунистички поглед на свет карактеристика која га је учинила неспојивим са идеолошким оквиром његове професије који се противио целом његовом бићу, није лако ни проверити ни оценити. У својим мемоарима даје објашњења на рачун тога зашто се није бавио хрватским темама (осим маргинално), већ је својом ерудицијом и интересовањима писао о европској и светској историји. Брантова полемична изјава је да је хрватска историографија под Југославијом намерно свела национални елемент на минимум, тврдећи да уништава митове и ствара критичку историографију коју представља Нада Клаић (коју је Брандт уједно оптужио да је заштићена од стране комунистичког режима само зато што је сматрао да је њен рад деструктиван за хрватски национални понос). Поред поменутих мемоара, написао је и роман Триптих, у ком је критику усмерио према комунистичком тоталитаризму. Брант је последње године живота провео у резигнацији и песимизму. Доступни извори указују да га чак ни стварање суверене хрватске државе није успело отргнути од летаргије и осећаја беспредметности која се запажа у његовим аутобиографским делима.